# Rebecca Luker
Rebecca Joan Luker (Birmingham, 17 aprile 1961 – New York, 23 dicembre 2020) è stata un soprano e attrice statunitense, nota soprattutto come interprete di musical a Broadway.

## Biografia
Nacque a Birmingham e studiò all'University of Montevallo, interrompendo temporaneamente gli studi nel 1984 per fare il suo debutto professionale nel musical Sweeney Todd: The Demon Barber of Fleet Street alla Michigan Opera Theatre con Judy Kaye e George Hearn. Nel 1988 esordì a Broadway con la prima statunitense di The Phantom of the Opera, in cui era la sostituta di Sarah Brightman e Patti Cohenour nel ruolo principale di Christine Daaé; allo scadere del contratto della Brightman, Rebecca Luker fu scelta come principale interprete della parte e continuò a ricoprire il ruolo fino al 1991.
Dopo aver recitato a Broadway in The Secret Garden dal 1991 al 1993, nel 1994 ottenne un primo importante successo quando fu scelta da Harold Prince per interpretare Magnolia in un acclamato revival di Show Boat, per cui ricevette la sua prima candidatura al Tony Award alla migliore attrice protagonista in un musical. Il successo di critica e pubblico riscosso con Show Boat le portò altri ruoli di rilievo negli anni successivi, a partire dalla parte di Maria von Trapp in un revival di The Sound of Music a Broadway nel 1998 e della bibliotecaria Marian in The Music Man, per cui fu nuovamente candidata al Tony Award alla migliore attrice protagonista in un musical nel 2000.
Nel 2003 rimpiazzò Laura Benanti in un revival di Nine con John Stamos ed Eartha Kitt, mentre nel 2006 fu Mrs Banks nel musical Mary Poppins, per cui ottenne una terza candidatura al Tony Award, questa volta come miglior attrice non protagonista in un musical. Dopo aver recitato per alcuni anni nell'Off-Broadway, nel settembre 2013 tornò a Broadway per sostituire Victoria Clark nel ruolo della Fata madrina nel musical di Rodgers e Hammerstein Cinderella. Nello stesso anno cantò il ruolo di Clara in un'incisione discografica del musical di Stephen Sondheim Passion, sostituendo l'attrice Melissa Errico indisposta a causa di una bronchite; aveva precedentemente interpretato il ruolo al Kennedy Center nel 2002. Recitò a Broadway per l'ultima volta nel 2016, quando sostituì temporaneamente Judy Kuhn nel musical Fun Home in scena al Circle in the Square Theatre.

### Vita privata
Fu sposata con Gregory Jbara dal 1993 al 1996 e, dopo il divorzio, si risposò con l'attore Danny Burstein nel giugno del 2000.
Nel febbraio 2020 dichiarò di essere affetta da SLA, che nei mesi successivi l'avrebbe portata alla perdita dell'uso delle gambe, costringendola infine sulla sedia a rotelle. È morta il 23 dicembre dello stesso anno, a 59 anni, per complicazioni dovute alla patologia neurologica.

## Filmografia

### Cinema
- Spectropia, regia di Tony Dove (2006)
- Not Fade Away, regia di David Chase (2012)
- Professore per amore (The Rewrite), regia di Marc Lawrence (2014)

### Televisione
- Cupido e Cate - film TV (2000)
- Law & Order - Unità vittime speciali - serie TV, 3 episodi (2004-2015)
- The Good Wife - serie TV, 1 episodio (2010)
- Submissions Only - serie TV, 1 episodio (2011)
- Boardwalk Empire - L'impero del crimine - serie TV, 4 episodi (2012)
- Elementary - serie TV, 1 episodio (2017)
- NCIS: New Orleans - serie TV, 3 episodi (2018-2019)
- Bull - serie TV, 1 episodio (2020)

### Doppiaggio
- La bella e la bestia - Un magico Natale (Beauty and the Beast - The Enchanted Christmas), regia di Andy Knight (1997)

## Teatro (parziale)
- A Little Night Music, libretto di Hugh Wheeler, colonna sonora di Stephen Sondheim, regia di John Dankworth. Detroit Music Hall di Detroit (1983)
- Sweeney Todd: The Demon Barber of Fleet Street, libretto di Hugh Wheeler, colonna sonora di Stephen Sondheim, regia di Michael Monte. Masonic Temple Theatre di Detroit (1984)
- No, No, Nanette, libretto di Otto Harbach e Frank Mander, colonna sonora di Vincent Youmans, regia di John McGlinn. Carnegie Hall di New York (1986)
- The Phantom of the Opera, libretto di Richard Stilgoe, colonna sonora di Andrew Lloyd Webber, testi di Charles Hart, regia di Harold Prince. Majestic Theatre di Broadway (1988)
- The Secret Garden, libretto di Marsha Norman, colonna sonora di Lucy Stephens, regia di Susan H. Schulman. St James Theatre di Broadway (1991)
- Show Boat, libretto di Oscar Hammerstein II, colonna sonora di Jerome Kern, regia di Harold Prince. Gershwin Theatre di Broadway (1994)
- Time and Again, libretto di Jack Viertel, colonna sonora di Walter Edgar Kennon, regia di Jack O'Brien. Old Globe Theatre di San Diego (1996)
- Brigadoon, libretto di Alan Jay Lerner, colonna sonora di Frederick Loewe, regia di Gerald Freedman. New York City Opera di New York (1996)
- The Boys from Syracuse, libretto di George Abbott, colonna sonora di Richard Rodgers, testi di Lorenz Hart, regia di Susan H. Schulman. New York City Center di New York (1997)
- The Sound of Music, libretto di Howard Lindsay e Russel Crouse, colonna sonora di Richard Rodgers e Oscar Hammerstein II, regia di Susan Schulman. Al Hirschfeld Theatre di Broadway (1998)
- The Music Man, libretto e colonna sonora di Meredith Willson, regia di Susan Stroman. Neil Simon Theatre di Broadway (2000)
- Passion, libretto di James Lapine, colonna sonora di Stephen Sondheim, regia di Eric Schaeffer. Kennedy Center di Washington (2002)
- She Loves Me, libretto di Joe Masteroff, testi di Sheldon Harnick, colonna sonora di Jerry Bock, regia di Gordon Hunt. UCLA Freud Playhouse di Los Angeles (2003)
- Can't Let Go, scritto e diretto da Keith Reddin. The Connelly Theater di New York (2003)
- Nine, libretto di Arthur Kopit, colonna sonora di Maury Yeston, regia di David Leveaux. Eugene O'Neill Theatre di Broadway (2003)
- Indian Blood, di A.R. Gurney, regia di Mark Lamos. 59E59 di New York (2006)
- Mary Poppins, libretto di Julian Fellowes, colonna sonora di Richard Sherman e Robert Sherman, regia di Richard Eyre e Matthew Bourne. New Amsterdam Theatre di Broadway (2006)
- Where's Charley?, libretto di George Abbott, colonna sonora di Frank Loesser, regia di John Doyle. New York City Center di New York (2011)
- Death Takes a Holiday, libretto di Peter Stone e Thomas Meehan, colonna sonora di Maury Yeston, regia Doug Hughes. Laura Pels Theatre di New York (2011)
- Cinderella, libretto di Douglas Carter Beane e Oscar Hammestein II, colonna sonora di Richard Rodgers, regia di Mark Brokaw. Broadway Theatre di Broadway (2013)
- Little Dancer, libretto di Lynn Ahrens, colonna sonora di Stephen Flaherty, regia di Susan Stroman. Kennedy Center di Washington (2014)
- Fun Home, libretto di Lisa Kron, colonna sonora di Jeanine Tesori, regia di Sam Gold. Circle in the Square Theatre di Broadway (2016)
- Footloose, libretto di Dean Pitchford e Walter Bobbie, colonna sonora di Tom Snow, regia di Walter Bobbie. Kennedy Center di Washington (2019)

## Doppiatrici italiane
Nelle versioni in italiano delle opere in cui ha recitato, Rebecca Luker è stata doppiata da:
- Michela Alborghetti in Elementary, NCIS: New Orleans
- Cristina Boraschi in Bull

## Riconoscimenti
- Drama Desk Award
  - 1991 – Candidatura per la migliore attrice non protagonista in un musical per The Secret Garden
  - 2000 – Candidatura per la migliore attrice in un musical per The Music Man
- Outer Critics Circle Award
  - 1998 – Candidatura per la migliore attrice in un musical per The Sound of Music
  - 2000 – Candidatura per la migliore attrice in un musical per The Music Man
  - 2007 – Candidatura per la migliore attrice non protagonista in un musical per Mary Poppins
  - 2012 – Candidatura per la migliore attrice non protagonista in un musical per Death Takes A Holiday
- Tony Award
  - 1995 – Candidatura per la miglior attrice protagonista in un musical per Show Boat
  - 2000 – Candidatura per la miglior attrice protagonista in un musical per The Music Man
  - 2007 – Candidatura per la miglior attrice non protagonista in un musical per Mary Poppins